# Eucoleocerus
Eucoleocerus är ett släkte av skalbaggar. Eucoleocerus ingår i familjen vivlar.
Kladogram enligt Catalogue of Life:
| Eucoleocerus | \| \| Eucoleocerus conicicollis \| \| \| \| \| \| Eucoleocerus fuscovarius \| \| \| \| \| \| Eucoleocerus guttularius \| \| \| \| |
|              | \| \| Eucoleocerus conicicollis \| \| \| \| \| \| Eucoleocerus fuscovarius \| \| \| \| \| \| Eucoleocerus guttularius \| \| \| \| |
|              | Eucoleocerus conicicollis |
|              | |
|              | Eucoleocerus fuscovarius |
|              | |
|              | Eucoleocerus guttularius |
|              | |